# 用户ID
用户ID（英語：user identifier，一般缩写为User ID或UID），全称用户标识符，在类UNIX系统中是内核用来辨识用户的一个无符号整型数值，亦是UNIX文件系统与进程的必要组成部分之一。

## 数值范围
在不同的系统中，UID的值的范围也有所不同，但一般来说UID都是由一个15位的整数表示，其范围在0～32767之内，且有如下限制：
- 超级用户的UID总为0；
- 按传统的做法，“nobody”（类UNIX系统的一种特殊账户）与超级用户相反，总占有数值最大的PID，即32767；相对应的，现今的系统为nobody分配的UID则在系统保留范围（1～100）或是65530-65535的范围内[1]。
- 数值于1～100内的UID约定预留给系统使用，有些手册则推荐在此基础上再预留101～499（如RHEL[2]）甚至是101～999（如Debian[1]）的UID以作备用；而相对应的，在Linux中用useradd命令创建第一个用户时,默认为之分配的UID则为1000。

除此之外,有些特殊的系统也支持16位的UID,因而UID的数目可以扩展到65536个；现代系统支持32位的UID，这也使UID数目进一步扩充到4,294,967,296个成为可能。

## 分类

### 有效用户ID
有效用户ID（Effective UID，即EUID）与有效用户组ID（Effective Group ID，即EGID）在创建与访问文件的时候发挥作用；具体来说，创建文件时，系统内核将根据创建文件的进程的EUID与EGID设定文件的所有者/组属性，而在访问文件时，内核亦根据访问进程的EUID与EGID决定其能否访问文件。

### 真实用户ID
真实用户ID（Real UID,即RUID）与真实用户组ID（Real GID，即RGID）用于辨识进程的真正所有者，且会影响到进程发送信号的权限。没有超级用户权限的进程仅在其RUID与目标进程的RUID相匹配时才能向目标进程发送信号，例如在父子进程间，子进程从父进程处继承了认证信息，使得父子进程间可以互相发送信号。

### 暂存用户ID
暂存用户ID（Saved UID，即SUID）于以提升权限运行的进程暂时需要做一些不需特权的操作时使用，这种情况下进程会暂时将自己的有效用户ID从特权用户（常为root）对应的UID变为某个非特权用户对应的UID，而后将原有的特权用户UID复制为SUID暂存；之后当进程完成不需特权的操作后，进程使用SUID的值重置EUID以重新获得特权。在这里需要说明的是，无特权进程的EUID值只能设为与RUID、SUID与EUID（也即不改变）之一相同的值。

### 文件系统用户ID
文件系统用户ID（File System UID，即FSUID）在Linux中使用，且只用于对文件系统的访问权限控制，在没有明确设定的情况下与EUID相同（若FSUID为root的UID，则SUID、RUID与EUID必至少有一亦为root的UID），且EUID改变也会影响到FSUID。设立FSUID是为了允许程序（如NFS服务器）在不需获取向给定UID账户发送信号的情况下以给定UID的权限来限定自己的文件系统权限。

## 杂项
- UID的数值与用户账户的对应关系存放于/etc/passwd中[3]。用于存放密码的/etc/shadow以及网络信息服务也以UID的数值标识用户，但现在Linux系统下的shadow文件已经改用账户名来标识用户。
- 在遵循POSIX的环境中，id这一命令可以给出当前用户的用户名、所属组及对应的UID、GID的值[3]。

### 引用
1. 1 2  DebianHelp.co.uk. .   [2011-12-22]. （原始内容存档于2021-01-10）.
2. ↑  Red Hat Documents. .   [2011-12-22]. （原始内容存档于2012-07-07）.
3. 1 2  UnixTutorial.org. .   [2011-12-22]. （原始内容存档于2011-12-24）.